# Franco Andreoli
Pour les articles homonymes, voir Andreoli.
Franco Andreoli, né le 2 décembre 1915 dans le canton du Tessin et mort le 5 février 2009, est un joueur et entraîneur de football suisse.

## Biographie

### Joueur
En tant que tessinois, Andreoli a passé sa carrière de club dans le club emblématique de son canton, le FC Lugano entre 1935 et 1947.
Il y a remporté le championnat suisse en 1938 et 1941.

### Entraîneur
Il fit partie à partir de 1949 et ce jusqu'en 1950 d'une commission technique de trois membres censés diriger l'équipe de Suisse pour une courte période, avec Gaston Tschirren et Severino Minelli.
Ce fut pourtant Andreoli seul qui emmena la Nati à la coupe du monde 1950 au Brésil. Durant le mondial, les Suisses ne passent pas le 1er tour, battus 3 buts à 0 lors du premier match contre la Yougoslavie. Ils font ensuite match nul 2-2 contre l'hôte et futur finaliste brésilien avant de l'emporter 2-1 sur le Mexique, ce qui n'est pas suffisant pour aller au deuxième tour, finissant 3e sur 4, derrière le Brésil et la Yougoslavie.